# Псалом 66
Псалом 66 (у масоретській нумерації — 67) — 66-й псалом із біблійної Книги псалмів. Він належить до категорії всенародної подячної пісні. 

## Структура
Франк-Лотар Госсфельд і Ерік Ценґер пропонують таку концентричну структуру псалому:
- Вірш 2f: прохання про благословення і всенародне пізнання Бога
  - Вірш 4: заклик до Божої прослави всіма народами
    - Вірш 5: обґрунтування: Бог судить землю

  - Вірш 6: аклик до Божої прослави всіма народами
- Вірш 7f: урожай, прохання про благословення і всенародний страх перед Богом.

## Текст
| Вірш | Гебрейська мова                                               | Давньогрецька мова (Септуаґінта)                                                                           | Латинська мова (Вульгата)                                                                           | Українська мова (Переклад Хоменка)                                                               |
| ---- | ------------------------------------------------------------- | --- | --------------------------------------------------------------------------------------------------- | ------------------------------------------------------------------------------------------------ |
| 1    | לַמְנַצֵּחַ בִּנְגִינֹת, מִזְמוֹר שִׁיר                                       | Εἰς τὸ τέλος, ἐν ὕμνοις· ψαλμὸς ᾠδῆς.                                                                      | In finem, in hymnis. Psalmus cantici David.                                                         | Провідникові хору. На струнах. Псалом. Пісня.                                                    |
| 2    | אֱלֹהִים, יְחָנֵּנוּ וִיבָרְכֵנוּ; יָאֵר פָּנָיו אִתָּנוּ סֶלָה                       | ῾Ο θεὸς οἰκτιρήσαι ἡμᾶς καὶ εὐλογήσαι ἡμᾶς, ἐπιφάναι τὸ πρόσωπον αὐτοῦ ἐφ᾽ ἡμᾶς διάψαλμα                   | [Deus misereatur nostri, et benedicat nobis; illuminet vultum suum super nos, et misereatur nostri: | Нехай Бог змилосердиться над нами й благословить нас; нехай засяє лице його над нами,            |
| 3    | לָדַעַת בָּאָרֶץ דַּרְכֶּךָ; בְּכָל-גּוֹיִם, יְשׁוּעָתֶךָ                              | τοῦ γνῶναι ἐν τῇ γῇ τὴν ὁδόν σου, ἐν πᾶσιν ἔθνεσιν τὸ σωτήριόν σου.                                        | ut cognoscamus in terra viam tuam, in omnibus gentibus salutare tuum.                               | щоб знали на землі його дорогу, між усіма народами його спасіння.                                |
| 4    | יוֹדוּךָ עַמִּים אֱלֹהִים: יוֹדוּךָ, עַמִּים כֻּלָּם                             | ἐξομολογησάσθωσάν σοι λαοί, ὁ θεός, ἐξομολογησάσθωσάν σοι λαοὶ πάντες.                                     | Confiteantur tibi populi, Deus: confiteantur tibi populi omnes.                                     | Нехай народи тебе прославляють, Боже, хай прославляють тебе всі народи.                          |
| 5    | יִשְׂמְחוּ וִירַנְּנוּ, לְאֻמִּים: כִּי-תִשְׁפֹּט עַמִּים מִישֹׁר; וּלְאֻמִּים, בָּאָרֶץ תַּנְחֵם סֶלָה | εὐφρανθήτωσαν καὶ ἀγαλλιάσθωσαν ἔθνη, ὅτι κρινεῖς λαοὺς ἐν εὐθύτητι καὶ ἔθνη ἐν τῇ γῇ ὁδηγήσεις. διάψαλμα. | Lætentur et exsultent gentes, quoniam judicas populos in æquitate, et gentes in terra dirigis.      | Нехай радіють племена й веселяться, ти бо правиш народами по правді і племенами на землі керуєш. |
| 6    | יוֹדוּךָ עַמִּים אֱלֹהִים: יוֹדוּךָ, עַמִּים כֻּלָּם                             | ἐξομολογησάσθωσάν σοι λαοί, ὁ θεός, ἐξομολογησάσθωσάν σοι λαοὶ πάντες.                                     | Confiteantur tibi populi, Deus: confiteantur tibi populi omnes.                                     | Нехай народи тебе прославляють, Боже, хай прославляють тебе всі народи.                          |
| 7    | אֶרֶץ, נָתְנָה יְבוּלָהּ; יְבָרְכֵנוּ, אֱלֹהִים אֱלֹהֵינוּ                         | γῆ ἔδωκεν τὸν καρπὸν αὐτῆς· εὐλογήσαι ἡμᾶς ὁ θεὸς ὁ θεὸς ἡμῶν.                                             | Terra dedit fructum suum: benedicat nos Deus, Deus noster!                                          | Земля дала урожай свій, Бог благословив нас, Бог наш.                                            |
| 8    | יְבָרְכֵנוּ אֱלֹהִים; וְיִירְאוּ אוֹתוֹ, כָּל-אַפְסֵי-אָרֶץ                        | εὐλογήσαι ἡμᾶς ὁ θεός, καὶ φοβηθήτωσαν αὐτὸν πάντα τὰ πέρατα τῆς γῆς.                                      | Benedicat nos Deus, et metuant eum omnes fines terræ.]                                              | Хай Бог благословить нас, і хай усі краї землі його бояться!                                     |

## Використання

### Юдаїзм
- У деяких громадах, псалом читають перед вечірньою молитвою «Маарів» на моцей шабат.[6]

### Католицька церква
Святий Бенедикт Нурсійський обрав цей псалом першим псалом урочистого святкування на недільних лаудах. (Статут Бенедикта, XII розділ). У певній кількості абатств, які підтримують цю традицію, недільне Богослужіння завжди починається з цього псалому. Святий Бенедикт також постановив виконувати псалом під час лаудів тижня (XIII розділ). Однак пізніше інші псалми замінили 66 псалом, за винятком неділі; таким чином, всі 150 псалмів читаються щотижня.
Псалом 66 часто з'являється у католицькій літургії. Він є однією з чотирьох вступних молитов щоденного Богослужіння і читається на вечірніх в середу другого тижня і на лаудах у вівторок третього тижня.
Псалом читаються під час декількох мес протягом року: через тему універсальності благодаті, яка надана Богові, псалом запропонований для використання у п'ятницю третього тижня Адвенту та під час октави Різдва Діви Марії. Він також зустрічається у 20-ту неділю року A, 6-ту неділю Великодня року C та середу 4-го тижня Великодня.

### Англіканська церква
Псалом читають читатися як піснеспівів під час вечірньої молитви в англіканській літургії.   

### Лютеранська церква
Також слід зазначити парафраз Мартіна Лютера, який особливо використовується в лютеранських церквах. У попередніх пісенниках вона була покладена на музику старовинного хоралу «Es wolle Gott uns gnädig sein», новий лютеранський пісенник подає новішу мелодію «Elvet Banks». 

## Музичне використання
Музичні композиції цього псалому були написані Самюелем Адлером, Чарлзом Айвзом і Томасом Таллісом та іншими композиторами. 